# Óra-kút
Az óra-kút Pécs egyik egyedülálló látványossága a városháza előcsarnokában. Szecessziós stílusú, Zsolnay kerámiákból összeállított óra és csorgó, amelyet Zsolnay Vilmos születésének 170. évfordulójára állítottak fel 1998-ban. Keményffy Gábor keramikus, formatervező művész alkotása.

## Története
Zsolnay Vilmos emlékét több pécsi kút is őrzi. Ilyen a Zsolnay-kút és a Tüke kút is. A Tüke kút és az óra-kút is születésének 170. évfordulójára épült.
A Városházán felállítandó emlékmű ötlete Ábrahám Ferencé, a Zsolnay-gyár akkori igazgatójáé volt. Ez szimbolikus helyszín volt, hiszen a gyáralapítónak a város is sokat köszönhet. A tervek kivitelezése kevesebb, mint egy évet vett igénybe. Az emlékművet 1998. október 1-jén avatták.
A tervező, Keményffy Gábor több alkotása kapcsolódott a Zsolnay gyárban használt technikákhoz és elemekhez. Ő tervezte többek közt az Aranykacsa étterem Eozin-dísztermet és Kovács István pécsi „eozin mester” emlékművét. A zsűri az ő öt terve közül választotta ki az óra-kutat.

## Leírása
A kút két pillér között helyezkedik el. A pillérek közt, az oromzaton látható az óra. A hal alakú vízköpő a termékenység és a jólét szimbóluma. Az emlékmű anyagai, a pirogránit és az eozin Zsolnay Vilmos nevéhez fűződő találmányok. Az emlékművön 500 féle fénylő, színes díszítőelem látható.

## Nyitvatartás
Az óra-kút megtekinthető a pécsi városháza nyitvatartási idejében.